# Croix de guerre 1939-1945 (Tchécoslovaquie)
La Croix de guerre 1939-1945 (en tchèque : Československý válečný kříž 1939-1945) est une médaille militaire créée pour honorer ceux qui ont rendu de grands services à la Tchécoslovaquie pendant la Seconde Guerre mondiale.

## Genèse
Le 20 décembre 1940 le Gouvernement en exil à Londres décida de créer la seconde Croix de guerre, pas seulement pour rendre hommage aux militaires mais pour remercier ceux qui rendirent d'immenses services à l'état tout au long de la Seconde Guerre mondiale. Elle fut aussi étendue à ceux qui permirent la libération du joug nazi comme George Patton. Elle fut encore décernée à Josef Valčik, Jozef Gabčík, Jan Kubiš, qui participèrent à l'attentat contre Reinhard Heydrich.
Ceux qui avaient déjà été décorés par la Croix de guerre 1918 (Tchécoslovaquie) en 1943 avaient le droit de porter les deux.
La fin de la guerre étant venue, la Croix de guerre 1939-1945 fut confirmée en janvier 1946.
Elle devint obsolète à la dissolution de l'état tchécoslovaque en 1992.

## Description
Son ruban est une somme de raies tricolores, elle est faite d'une croix et de deux épées en biais, sa finition est bronze. L'avers a en son centre porte l'écu de la Tchécoslovaquie, son revers ceux des cinq constituant de l'état : la Bohême au centre, la Slovaquie au sommet, la Moravie à gauche, la Silésie à droite et, en bas la Ruthénie subcarpathique.

## Bénéficiaires en France
- Pierre Brossolette[3]
- Jean Maridor[4]